# James P. B. Duffy

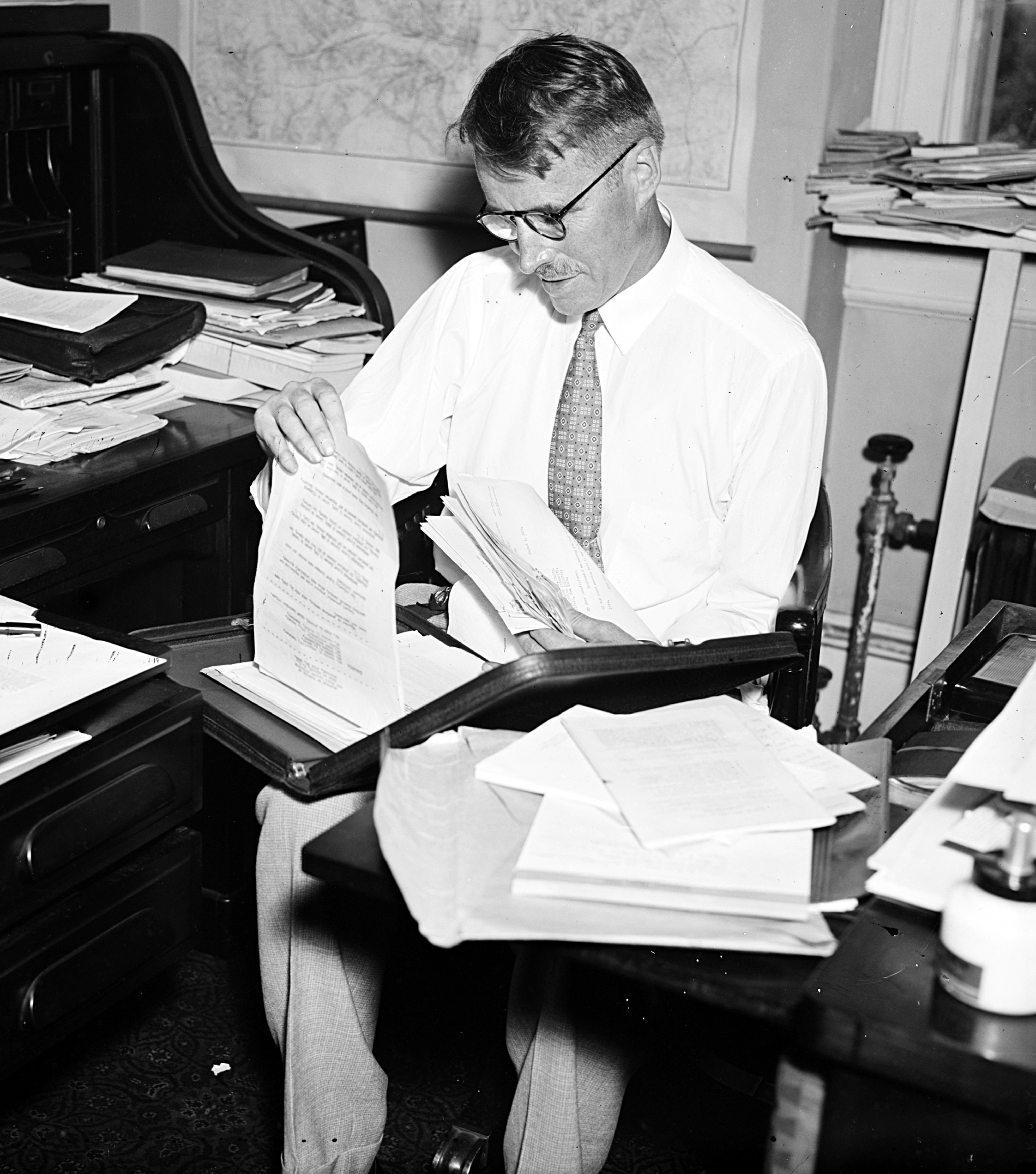
James P. B. Duffy (1935)

James Patrick Bernard Duffy (* 25. November 1878 in Rochester, New York; † 8. Januar 1969 ebenda) war ein US-amerikanischer Politiker. Zwischen 1935 und 1937 vertrat er den Bundesstaat New York im US-Repräsentantenhaus.

## Werdegang
James Duffy besuchte die öffentlichen Schulen seiner Heimat und studierte danach bis 1901 an der Georgetown University in Washington, D.C. Nach einem anschließenden Jurastudium an der Harvard University und seiner 1904 erfolgten Zulassung als Rechtsanwalt begann er in Rochester in diesem Beruf zu arbeiten. Zwischen 1905 und 1932 gehörte er dem dortigen Schulausschuss an. In den Jahren 1933 und 1934 war er Mitglied der Alkoholkontrollkommission seines Staates. Politisch schloss er sich der Demokratischen Partei an.
Bei den Kongresswahlen des Jahres 1934 wurde Duffy im 38. Wahlbezirk von New York in das US-Repräsentantenhaus in Washington, D.C. gewählt, wo er am 3. Januar 1935 die Nachfolge des Republikaners James L. Whitley antrat. Da er im Jahr 1936 von seiner Partei nicht mehr zur Wiederwahl nominiert wurde, konnte er bis zum 3. Januar 1937 nur eine Legislaturperiode im Kongress absolvieren. Während dieser Zeit wurden dort weitere New-Deal-Gesetze der Roosevelt-Regierung verabschiedet. 1935 wurden erstmals die Bestimmungen des 20. Verfassungszusatzes angewendet, wonach die Legislaturperiode des Kongresses jeweils am 3. Januar endet bzw. beginnt.
Im Jahr 1937 war James Duffy für einige Monate Richter am New York Supreme Court. Zwischen 1938 und 1944 gehörte er der State Probation Commission an. Ansonsten praktizierte er wieder als Anwalt. Duffy war Mitglied zahlreicher Organisationen und Vereine in seiner Heimat. Er starb am 8. Januar 1969 in Rochester, wo er auch beigesetzt wurde.